# Pentium Dual-Core

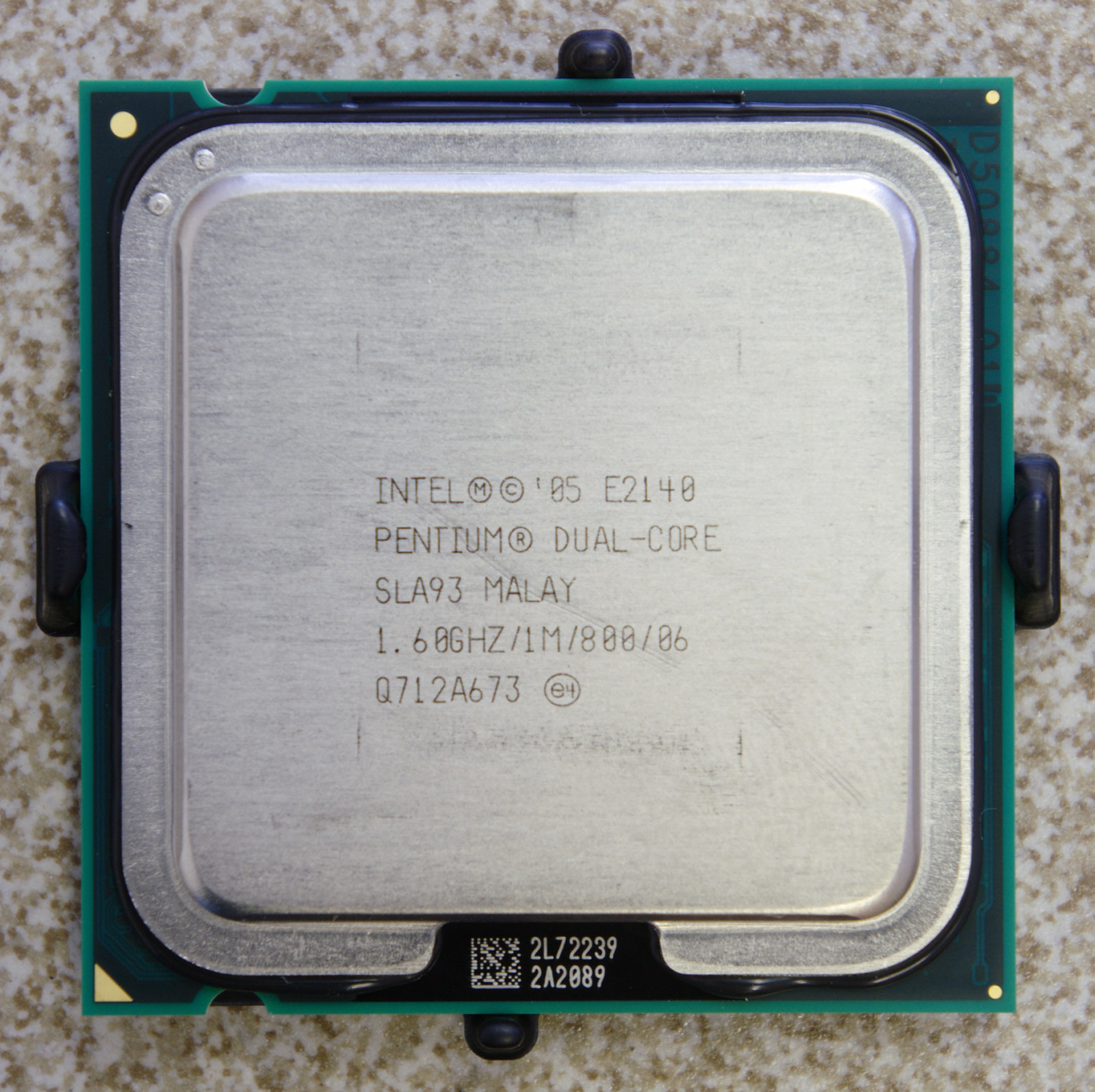
Intel Pentium Dual-Core

A Pentium Dual-Core egy Core 2 alapú, kétmagos processzor 1 vagy 2 megabyte másodlagos gyorsítótárral és csökkentett 200 MHz-es FSB-vel. A 65 nm-es gyártásnak és az architekturális változtatásoknak köszönhetően gyorsabb, mint egy azonos órajelű Pentium D processzor, és a hőtermelése is kisebb.
A Core 2 családdal való kapcsolatot az is jól jelzi, hogy az E2000-es sorozat magjának kódneve Allendale (az első generációs Core 2 Duo processzorok közül az E6300, E6400 és a teljes E4000 széria magjának kódneve volt, a Conroe-t csak a nagyobbak kapták meg, mint E6600).

## A Core 2 Duo és a Pentium Dual-Core processzorok összehasonlítása

### Core 2 Duo
- Rendszersín órajele (FSB): 200 MHz-es (E4000), 266 MHz-es (E6xx0, E7x00) és 333 MHz-es (E6x50, E8x00) FSB
- Másodszintű gyorsítótár (L2 cache): 2 MB (E6x00, E4x00), 3 MB (E7x00), 4 MB (E6x20, E6x50), 6 MB (E8x00)
- Gyártástechnológia: 65 nm (E4x00, E6xx0), 45 nm (E7x00, E8x00)
- Virtualizációs Technológia (Intel VT) támogatása

### Pentium Dual-Core
- 200 MHz-es (E2xx0, E3x00, E5x00) FSB
- Másodszintű gyorsítótár (L2 cache): 1 MB (E2xx0, E3x00) és 2 MB (E5x00)
- Gyártástechnológia: 65 nm (E2xx0), 45 nm (E3x00, E5x00)
- Virtualizációs Technológia (Intel VT) támogatása nincs

Mindössze a rendszersín órajelében, a másodszintű gyorsítótár méretében és az Intel VT támogatásában különbözik.

## Órajelek
| Processzor megnevezése | órajel   | kódnév | magok száma | FSB     | gyártástechnológia | egyéb | L2 gyorsítótár | processzor foglalat |
| ---------------------- | -------- | ------ | ----------- | ------- | ------------------ | ----- | -------------- | ------------------- |
| SLB9V                  | 2,70 GHz | E5400  | 2           | 800 MHz | 45 nm              | R0    | 2 MiB          | LGA 775             |
| SLB9U                  | 2,60 GHz | E5300  | 2           | 800 MHz | 45 nm              | R0    | 2 MiB          | LGA775              |
| SLGQ6                  | 2,60 GHz | E5300  | 2           | 800 MHz | 45 nm              | R0    | 2 MiB          | LGA775              |
| SLAY7                  | 2,50 GHz | E5200  | 2           | 800 MHz | 45 nm              | M0    | 2 MiB          | LGA775              |
| SLB9T                  | 2,50 GHz | E5200  | 2           | 800 MHz | 45 nm              | R0    | 2 MiB          | LGA775              |
| SLA8W                  | 2,40 GHz | E2200  | 2           | 800 MHz | 65 nm              | M0    | 1 MiB          | LGA775              |
| SLA8X                  | 2,20 GHz | E2200  | 2           | 800 MHz | 65 nm              | M0    | 1 MiB          | LGA775              |
| SLA8Y                  | 2,00 GHz | E2180  | 2           | 800 MHz | 65 nm              | M0    | 1 MiB          | LGA775              |
| SLA8Z                  | 1,80 GHz | E2160  | 2           | 800 MHz | 65 nm              | M0    | 1 MiB          | LGA775              |
| SLA9Z                  | 1,80 GHz | E2160  | 2           | 800 MHz | 65 nm              | G0    | 1 MiB          | LGA775              |
| SLA3H                  | 1,80 GHz | E2160  | 2           | 800 MHz | 65 nm              | L2    | 1 MiB          | LGA775              |
| SLA93                  | 1,60 GHz | E2140  | 2           | 800 MHz | 65 nm              | M0    | 1 MiB          | LGA775              |
| SLA3H                  | 1,80 GHz | E2160  | 2           | 800 MHz | 65 nm              | L2    | 1 MiB          | LGA775              |
| SLA3J                  | 1,60 GHz | E2140  | 2           | 800 MHz | 65 nm              | L2    | 1 MiB          | LGA775              |
| SLALS                  | 1,60 GHz | E2140  | 2           | 800 MHz | 65 nm              | G0    | 1 MiB          | LGA775              |

## 45 nm
A 45 nm-es gyártással csonkított Wolfdale maggal készülő modellek is (E5200, E5300, E5400).